# Christopher McEvoy
Christopher McEvoy (Hendon, 2 gennaio 1899 – Dorking, 12 ottobre 1953) è stato un aviatore inglese.
Il tenente Christopher McEvoy, insignito della Distinguished Flying Cross (Regno Unito), è stato un Asso dell'aviazione inglese accreditato con nove vittorie aeree durante la prima guerra mondiale. Nonostante la cattiva salute, avrebbe galantemente servito la sua nazione in entrambe le guerre mondiali prima della sua morte prematura.

## Biografia
Christopher McEvoy nacque a Cricklewood, nel Barnet, nel North London, il secondo giorno del 1899. Era il figlio primogenito del Reverendo Cuthbert McEvoy e di sua moglie Margaret.

## Prima guerra mondiale
Quando era abbastanza grande, Christopher McEvoy si unì al Royal Flying Corps. Nel gennaio del 1918, fu assegnato al No. 66 Squadron RAF in Italia come pilota. È stato leggermente ferito il mese successivo e ricoverato in ospedale per un breve periodo. Il 30 marzo 1918, ha segnato la sua prima vittoria aerea; entro il 1º agosto aveva portato a nove il suo numero di vittorie. La malattia poi lo ha rimosso dalla cabina di pilotaggio; è stato evacuato dal medico in Inghilterra per Dissenteria. Al rientro, ha servito nel No. 39 (Home Defence) Squadron. Fu ricompensato per i suoi sforzi con la Distinguished Flying Cross (Regno Unito), registrata il 23 settembre 1918.
Un pilota galante che ha abbattuto sei aerei nemici in pochi mesi. Mostra grande determinazione nei suoi attacchi in volo e nei bombardamenti sulle linee nemiche.
In realtà, il premio conferisce a McEvoy un conteggio inferiore.

## Seconda guerra mondiale ed oltre
La vita di McEvoy durante il periodo tra le due guerre mondiali è sconosciuta. Tuttavia, McEvoy tornò in servizio per la seconda guerra mondiale, diventando un Pilot Officer temporaneo in prova il 1º settembre 1939. Ha prestato servizio nel grado di Flight Lieutenant come ufficiale ai codici per la RAF Coastal Command. Sembra probabile che sia stato impiegato un po' di tempo in cabina di guida, dato che stava ancora prestando servizio come Pilot Officer quando terminò il suo incarico a causa di una malattia il 7 settembre 1940.
Christopher McEvoy morì a Dorking, in Inghilterra, il 12 ottobre 1953 a seguito di una lunga malattia.